# Szlakiem Grodów Piastowskich 2017
52. edycja kolarskiego wyścigu Szlakiem Grodów Piastowskich odbywała się od 5 do 7 maja 2017 roku. Wyścig liczył 3 etapy, o łącznym dystansie 425,1 km. Wyścig figurował w kalendarzu cyklu UCI Europe Tour, posiadając kategorię UCI 2.2.

## Uczestnicy
Lista drużyn uczestniczących w wyścigu:
| Numery  | Kod | Drużyna               |
| ------- | --- | --------------------- |
| 1-8     | CCC | CCC Sprandi Polkowice |
| 11-18   | KLS | Kolss Cycling Team    |
| 21-28   | ONE | ONE Pro Cycling       |
| 31-38   | LKH | Lotto–Kern Haus       |
| 41-48   | ADR | Adria Mobil Team      |
| 51-58   | THU | Team Hurom            |
| 71-76   | TSE | Astana City           |
| 81-88   | LKT | LKT Team Brandenburg  |
| 91-98   | WIB | Wibatech 7R Fuji      |
| 101-108 | RNR | Rad-Net Rose Team     |

| Numery  | Kod | Drużyna                 |
| ------- | --- | ----------------------- |
| 111-118 | DSP | Domin Sport             |
| 121-128 | TIR | Tirol Cycling Team      |
| 131-138 | PST | P&S Team Thuringen      |
| 141-147 | TDA | Dauner D&DQ–Akkon       |
| 151-156 | KRI | Krismar Big Silvant     |
| 161-168 | CLG | TC Chrobry Scott Głogów |
| 171-177 | VOS | Voster Uniwheels Team   |
| 181-186 | TGR | Gurciotti Redondela     |
| 191-198 | URK | UR-Krostizer Biehler    |
| 201-208 | TFX | Topforex                |

## Etapy
| Etap | Data   | Start – Meta               | km    | Typ         | Zwycięzca etapu  | Lider            |
| ---- | ------ | -------------------------- | ----- | ----------- | ---------------- | ---------------- |
| 1.   | 5 maja | Złotoryja - Jawor          | 166   | Pagórkowaty | Filippo Fortin   | Filippo Fortin   |
| 2.   | 6 maja | Dzierżoniów – Srebrna Góra | 128,3 | Pagórkowaty | Marek Rutkiewicz | Marek Rutkiewicz |
| 3.   | 7 maja | Głogów – Polkowice         | 130,8 | Pagórkowaty | Alan Banaszek    | Marek Rutkiewicz |

## Klasyfikacja generalna
| M-ce | Imię i nazwisko        | Kraj       | Drużyna               | Czas        |
| ---- | ---------------------- | ---------- | --------------------- | ----------- |
| 1.   | Marek Rutkiewicz       | Polska     | Wibatech 7R Fuji      | 10h 38' 08" |
| 2.   | Leszek Pluciński       | Polska     | CCC Sprandi Polkowice | + 26"       |
| 3.   | Emanuel Piaskowy       | Polska     | Team Hurom            | + 30"       |
| 4.   | Paweł Bernas           | Polska     | Domin Sport           | + 38"       |
| 5.   | Dinmukhammed Ulysbayev | Kazachstan | Astana City           | + 50"       |
| 6.   | Raphael Freienstein    | Niemcy     | Lotto–Kern Haus       | + 56"       |
| 7.   | Žiga Grošelj           | Słowenia   | Adria Mobil Team      | + 59"       |
| 8.   | James Oram             | Australia  | ONE Pro Cycling       | + 1' 05"    |
| 9.   | Grigoriy Shtein        | Kazachstan | Astana City           | + 1' 14"    |
| 10.  | Radoslav Rogina        | Chorwacja  | Adria Mobil Team      | + 1' 14"    |